# Carmen Chaplin
Carmen Chaplin (Londres, 27 de julho de 1972) é uma atriz, produtora e diretora britânica. É filha de Michael Chaplin e Patricia Betaudier, também, neta do famoso comediante e produtor do cinema mudo, Charles Chaplin. Apesar de ter nascido em Londres, a maior parte de sua infância foi em França aonde cresceu e estudou cinema. Sua primeira aparição nas telas foi no filme do diretor alemão Wim Wenders, "Até o Fim do Mundo" (Until the End of the World no original), como figurante. Mas foi no filme francês baseado no livro do escritor marroquino Tahar Ben Jelloun, "La Nuit Sacrée," interpretando a personagem Fátima, que realmente começou a sua carreira de atriz nos cinemas.
Conhecida na Europa, atuou bastante no cinema francês, assim dando destaque a sua carreira. No ano de 1995 fez sua primeira aparição na serie televisiva, Highlander, interpretando a personagem "Maria Capalo" no episodio 16 da terceira temporada. No mesmo ano, fez uma pequena participação do filme "Sabrina" dirigido por Sydney Pollack.

## Trajetória nos EUA
Em 2002, no filme All About the Benjamins (Amigos por Acaso, em português) foi sua primeira atuação nos Estados Unidos. Neste filme interpretou Ursula, uma ladra envolvida numa quadrilha de ladrões de diamantes e como disfarce era modelo de capa de revista. Nesse longa, deu destaque médio na sua carreira na América na qual continuou atuando até em 2010 na terra do Tio Sam.

## Atrás das Câmeras
Seguido os passos do avô Charles Chaplin, em 2012 fez sua primeira produção de um curta chamado de Tryst in Paname. Nesse curta temos participação de sua irmã Dolores Chaplin como personagem principal. Em 2013 produziu o curta Time For Everything  junto com a marca de relógios Jaeger-LeCoultre em comemoração dos 180 anos da marca, fazendo também uma homenagem ao seu avô pelo filme Tempos Modernos.